# Manfred Peter Hein
Manfred Peter Hein (Ozërsk, 25 maggio 1931 – Espoo, 10 maggio 2025) è stato uno scrittore e traduttore tedesco.

## Biografia
Cresciuto nell'allora Darkehmen, nell'attuale enclave di Kaliningrad, Manfred Peter Hein frequentò dai dodici ai quattordici anni - durante gli ultimi anni del conflitto mondiale - l'Istituto Nazionale di Educazione Politica (la cosiddetta Napola) a Stuhm, oggi in Polonia, e a Plön. Ottenne il diploma a Bad Wildungen nel 1951 e cominciò a studiare germanistica, storia dell'arte, storia e filologia ugrofinnica tra Marburgo, Monaco di Baviera, Helsinki e Gottinga, concludendo gli studi nel 1958.
Lo stesso anno si sposò e si trasferì in Finlandia, vivendo tra Mäkkylä e a Karakallio, nei sobborghi di Espoo, dove svolse l'attività di traduttore e autore. Dal 1959 al 1962 Hein fu attivo come insegnante di lingue sia in Germania che in Finlandia, nel 1963 si trattenne a Berlino Ovest. Dal 1963 al 1964 fu invitato a partecipare agli incontri del Gruppo 47 a Bad Saulgau e a Sigtuna in seguito alla pubblicazione delle sue prime poesie. Johannes Bobrowski, conosciuto nell'ottobre 1963 a Saulgau, fu suo ospite a Mäkkylä nel giugno 1964, e Hein fu suo ospite l'estate successiva a Friedrichshagen presso Berlino.
Tra il 1964 e il 1969 studiò la storia della Cecoslovacchia e cominciò la traduzione di testi dalla lingua ceca. Dal 1966 al 1982 tradusse per la SDR venti radiodrammi finlandesi, e dal 1971 al 1974 svariati testi in prosa finlandese. 
Dal 1975 al 1984 l'attività di Hein si concentrò principalmente sulla storia della letteratura e della cultura finlandese, divenendo redattore ed editore del progetto letterario tedesco-finlandese Trajekt, che promuoveva in ambito tedescogfono la conoscenza della letteratura finlandese, svedese di Finlandia, lappone, estone, lettone e lituana' con una serie di atti annuali e una collana di libri. Nel 1984 concluse il suo studio sulla ricezione finlandese e tedesca del romanzo di Aleksis Kivi Sette fratelli. Dal 1981 al 1988 si dedicò con rinnovato interesse alla letteratura dell'Europa orientale: raccolse e tradusse testi di poeti d'avanguardia, che pubblicò nel 1991 nella sua antologia Auf der Karte Europas ein Fleck, che presentava traduzioni in tedesco di poesie dalla Finlandia alla penisola balcanica.
Nel suo racconto autobiografico Fluchtfährte del 1999 Hein racconta della sua infanzia e giovinezza in una famiglia della Prussia orientale animata dallo spirito del nazionalsocialismo e della sua attività cominciata nel 1958, della Germania repubblicana del dopoguerra e della sua patria di elezione, la Finlandia.
Hein è stato membro del PEN finlandese.

## Premi e riconoscimenti
- 1969 Borsa dell'Associazione degli scrittori cecoslovacchi per un soggiorno a Praga
- 1974 Premio nazionale finlandese (per le sue traduzioni della letteratura finlandese verso il tedesco)
- 1984 Peter-Huchel-Preis
- 1985 Borsa del Senato di Berlino
- 1992 Horst-Bienek-Preis für Lyrik
- 1994 Pensione artistica del ministero dell'istruzione finlandese
- 1996 Borsa dello Schloss Wiepersdorf
- 1999 Paul Scheerbart-Preis per la traduzione poetica della fondazione Heinrich Maria Ledig-Rowohlt
- 2002 Nossack-Preis per poeti in traduzione dell'Accademia di Magonza (per la traduzione di Haavikko)
- 2004 Premio letterario della Lettonia alla carriera di traduttore
- 2006 Rainer-Malkowski-Preis con la motivazione: "Le poesie di Manfred Peter Hein si annoverano tra le migliori della nuova lirica tedesca. Pregne di esperienze del mondo contemporaneo, riflettono l'unicità di questo poeta fuori dagli schemi".
- 2011 Laurea honoris causa conferita dall'Università di Magonza per il suo contributo alla traduzione delle letterature europee.

## Opere proprie
- Ohne Geleit. Gedichte, München, Hanser Verlag, 1960
- Taggefälle. Gedichte, München, Hanser Verlag, 1962
- Gegenzeichnung. Gedichte 1962-1972, Darmstadt, Erato-Presse, 1974
- Come curatore: Trajekt. Beiträge zur finnischen, finnlandschwedischen, lappischen, estnischen, lettischen und litauischen Literatur, 6 voll., Helsinki / Stuttgart, Otava Verlag / Klett-Cotta, 1980–1986
- Gegenzeichnung. Gedichte 1962-1982, Berlin-Darmstadt, Agora Verlag, 1983
- Die Kanonisierung eines Romans. Alexis Kivis "Sieben Brüder" 1870-1980, Helsinki, 1984
- Zwischen Winter und Winter. Fünfundzwanzig Gedichte, Reinbek, Rowohlt Verlag, 1987
- Rhabarber Rhabarber. Gedichte und Geschichten für Kinder, Zürich, Ammann Verlag, 1991
- Finnische Literatur in Deutschland. Essays zur Kivi- und Sillanpää-Rezeption, Vaasa, 1991
- Ausgewählte Gedichte. 1956-1986, Zürich, Ammann Verlag, 1993
- Über die dunkle Fläche. Gedichte 1986-1993, Zürich, Ammann Verlag, 1994
- Fluchtfährte, Zürich, Ammann Verlag, 1999
- Steinschlag auf Lauer, Warmbronn, Verlag Ulrich Keicher, 1999, ISBN 3-932843-08-8
- Glatteis. Kindergedichte für jedes Alter, Warmbronn, Keicher, 2001
- Hier ist gegangen wer. Gedichte 1993-2000, Zürich, Ammann Verlag, 2000
- Aufriß des Lichts. Späte Gedichte 2000-2005, Göttingen, Wallstein Verlag, 2006, ISBN 3835300415
- Vom Umgang mit Wörtern. Streifzüge und Begleittexte, Regensburg, 2006
- Die Katze. Ihr Zeitmaß. Gedichte aus vierzig Jahren. Mit vier Kaltnadelradierungen von Katrin Hanusch, Neumarkt, Verlag Thomas Reche, 2007
- Nachtkreis. Gedichte 2005-2007, Göttingen, Wallstein Verlag, 2008, ISBN 978-3-8353-0357-7
- Weltrandhin. Gedichte 2008-2010, Göttingen, Wallstein Verlag, 2011, ISBN 978-3-8353-0895-4
- Nördliche Landung. Bericht, Germersheim-Berlin, Queich-Verlag, 2011, ISBN 978-3-939207-02-3
- Der Exulant: Zwei Dialoge, Germersheim-Berlin, Queich-Verlag, 2012, ISBN 978-3-939207-14-6
- Sandkörner. Kindergedichte für jedes Alter, Germersheim-Berlin, Queich-Verlag, 2014, ISBN 978-3-939207-22-1
- Spiegelungen Orte. Gedichte 2010-2014, Göttingen, Wallstein Verlag, 2015, ISBN 978-3-8353-1599-0

### Traduzioni
- Moderne finnische Lyrik, Göttingen, Vandenhoeck & Ruprecht, 1962
- Paavo Haavikko, Poesie, versione bilingue finlandese-tedesco, Frankfurt am Main, Suhrkamp Verlag, 1965
- Paavo Haavikko, Jahre, romanzo, Frankfurt am Main, Suhrkamp Verlag, 1965
- Antti Hyry, Erzählungen, Suhrkamp Verlag, 1965
- Pentti Saarikoski, Ich rede. Gedichte, Neuwied, Berlin, Luchterhand Verlag, 1965
- Veijo Meri, Der Töter und andere Erzählungen, Frankfurt am Main, Suhrkamp Verlag, 11967
- Moderne Erzähler der Welt: Finnland, Tübingen, Basel, Erdmann Verlag, 1974
- František Halas, Und der Dichter? Gedichte. Traduzione del ceco. Düsseldorf, Zwiebelzwerg Verlag, 1979
- Come curatore: Sammlung Trajekt. 23 voll. con traduzioni dal finlandese, dallo svedese di Finlandia, dal lappone e dall'estone. Helsinki / Stuttgart, Otava Verlag / Klett-Cotta, 1981–1988
- Auf der Karte Europas ein Fleck - Gedichte der osteuropäischen Avantgarde, Zürich, Ammann Verlag, 1991
- Amanda Aizpuriete, Die Untiefen des Verrats. Gedichte, Reinbek, Rowohlt Verlag, 1993
- Amanda Aizpuriete, Laß mir das Meer. Liebesgedichte, Reinbek, Rowohlt Verlag, 1996
- Amanda Aizpuriete, Babylonischer Kiez. Gedicht, Reinbek, Rowohlt Verlag, 2000
- Weithin wie das Wolkenufer - Kuin on pitkät pilven rannat, antologia di poesia finlandese, versione bilingue finlandese-tedesco, Göttingen, Wallstein Verlag, 2004. ISBN 3892448280
- Kur Dieviņi tu paliksi. Wo Gott wirst du bleiben dann, Poesia popolare lettone, selezione di Amanda Aizpuriete, Germersheim-Berlin, Queich-Verlag, 2011, ISBN 978-3-939207-01-6